# Temporada 2007-2008 del FC Barcelona
Les dades més destacades de la temporada 2007-2008 del Futbol Club Barcelona són les següents:

## 2007
Per veure els resultats en lliga vegeu l'article Primera divisió espanyola 2007/08

### Agost
- 29 agost - El Barça guanya el trofeu Joan Gamper davant del Inter de Milà per 5-0. Gols de Ronaldinho (p), Giovani dos Santos, Touré Yaya, Iniesta i Motta.
- 11 agost - Últim partit de la gira asiàtica a Hong Kong amb victòria blaugrana (0-4) sobre el Mission Hills -una selecció de jugadors dels dos equips de Hong Kong. Marquen Xavi, Eto'o, Henry i Giovani dos Santos.
- 8 agost - † Nicolau Casaus (94 anys) exdirectiu
- 7 agost - El Barça s'imposa al Yokohama Marinos (0-1) amb un gol de Giovani Dos Santos. Ronaldinho, Eto'o i Henry juguen junts per primer cop.

### Juliol
- 28 juliol - Nou amistós de pretemporada a terres escoceses amb victòria blaugrana davant el Hearts (1-3)amb gols de Ronaldinho (2) i Giovanni Dos Santos. El primer equip estrena la segona equipació blava.
- 26 juliol - Un gol de Thierry Henry recollint el refús d'un penal llençat per ell mateix, dona la victòria al Barça en el primer partir de la pretemporada davant el Dundee United (0-1)
- 23 juliol - El jugadors del primer equip arriben a Saint Andrews (Escòcia) per iniciar el primer stage de la pretemporada
- 20 juliol - La plantilla del primer equip del FCB inicia la pretemporada amb entrenaments al camp de la Masia
- 19 juliol - Gabriel Milito és presentat com a nou jugador blaugrana
- 17 juliol - Ludovic Giuly fitxa per la Roma que paga 3,2 milions d'euros al FCB
- 13 juliol - Javier Saviola és presentat com a nou jugador del Reial Madrid

## Plantilla
| - Carles Puyol - Xavi Hernández - Víctor Valdés - Oleguer Presas - Albert Jorquera - Bojan Krkic - Ronaldinho - Deco - Edmilson - Sylvinho - Lilian Thuram - Thierry Henry |  | - Eric Abidal - Leo Messi - Gabriel Milito - Rafael Márquez - Giovani Dos Santos - Andrés Iniesta - Samuel Eto'o - Eiður Smári Guðjohnsen - Gianluca Zambrotta - Touré Yaya - José Manuel Pinto - Santiago Ezquerro |

Els equips espanyols estan limitats a tenir en la plantilla un màxim de tres jugadors sense passaport de la Unió Europea. La llista inclou només la principal nacionalitat de cada jugador; alguns jugadors no europeus tenen doble nacionalitat d'algun país de la UE:
- Eto'o té passaport espanyol  .
- Milito té passaport italià  .
- Edmílson té passaport italià  .
- Márquez té passaport espanyol  .
- Giovani té passaport espanyol  .
- Sylvinho té passaport espanyol  .
- Messi té passaport espanyol  .
- Ronaldinho té passaport espanyol  .
- Deco té passaport portuguès  . Nascut al Brasil, internacional per Portugal.

### Altes
| N. | Pos. | Nac. | Jugador                                                |
| -- | ---- | --- | ------------------------------------------------------ |
| —  | DAV  | [[Fitxer:Flag of Argentina.svg\|23x15px\|border \|alt=Argentina\|link=Selecció de futbol de l'Argentina\|{{#if:\|]]              | Maxi López (torna cedit del RCD Mallorca)              |
| 14 | DAV  | [[Fitxer:Flag of France (1794–1815, 1830–1974).svg\|23x15px\|border \|alt=França\|link=Selecció de futbol de França\|{{#if:\|]]  | Thierry Henry (24.000.000 € de l'Arsenal FC)           |
| 24 | MIG  | [[Fitxer:Flag of Côte d'Ivoire.svg\|23x15px\|border \|alt=Costa d'Ivori\|link=Selecció de futbol de la Costa d'Ivori\|{{#if:\|]] | Yaya Touré (9.000.000 € del AS Monaco)                 |
| 22 | DEF  | [[Fitxer:Flag of France (1794–1815, 1830–1974).svg\|23x15px\|border \|alt=França\|link=Selecció de futbol de França\|{{#if:\|]]  | Éric Abidal (15.000.000 € de l'Olympique de Lió)       |
| 3  | DEF  | [[Fitxer:Flag of Argentina.svg\|23x15px\|border \|alt=Argentina\|link=Selecció de futbol de l'Argentina\|{{#if:\|]]              | Gabriel Milito (17.000.000 € del Reial Saragossa)      |
| 13 | POR  | [[Fitxer:Flag of Andalucía.svg\|23x15px\|border \|alt=Andalusia\|link=Selecció de futbol d'Andalusia\|{{#if:\|]]                 | José Manuel Pinto (cedit, 500.000 € del Celta de Vigo) |

### Baixes
| N. | Pos. | Nac. | Jugador                                          |
| -- | ---- | --- | ------------------------------------------------ |
| 12 | DEF  | [[Fitxer:Flag of the Netherlands.svg\|23x15px\|border \|alt=Països Baixos\|link=Selecció de futbol dels Països Baixos\|{{#if:\|]] | Giovanni van Bronckhorst (lliure al Feyenoord)   |
| 22 | DAV  | [[Fitxer:Flag of Argentina.svg\|23x15px\|border \|alt=Argentina\|link=Selecció de futbol de l'Argentina\|{{#if:\|]]               | Javier Saviola (lliure al Reial Madrid)          |
| 8  | DAV  | [[Fitxer:Flag of France (1794–1815, 1830–1974).svg\|23x15px\|border \|alt=França\|link=Selecció de futbol de França\|{{#if:\|]]   | Ludovic Giuly (3.200.000 € a l'AS Roma)          |
| —  | DAV  | [[Fitxer:Flag of Argentina.svg\|23x15px\|border \|alt=Argentina\|link=Selecció de futbol de l'Argentina\|{{#if:\|]]               | Maxi López (2.000.000 € al Moskva)               |
| 2  | DEF  | [[Fitxer:Flag of Brazil.svg\|23x15px\|border \|alt=Brasil\|link=Selecció de futbol del Brasil\|{{#if:\|]]                         | Juliano Belletti (5.500.000 € al Chelsea FC)     |
| 3  | MIG  | [[Fitxer:Flag of Brazil.svg\|23x15px\|border \|alt=Brasil\|link=Selecció de futbol del Brasil\|{{#if:\|]]                         | Thiago Motta (1.000.000* € al Atlètic de Madrid) |

*2.000.000 més en cas que renovi amb aquest club.

### Equip tècnic
- Entrenador:  Frank Rijkaard
- Segon entrenador:  Johan Neeskens
- Ajudant tècnic:  Eusebio Sacristán
- Entrenador de porters:  Juan Carlos Unzué
- Encarregat del filial:  Josep Guardiola

### Màxims golejadors
| Nom                | Posició        | Lliga | Copa del Rei | Copa Catalunya | Lliga de Campions | Total |
| Thierry Henry      | Davanter       | 12    | 4            | 0              | 3                 | 19    |
| Samuel Eto'o       | Davanter       | 16    | 1            | 0              | 1                 | 18    |
| Lionel Messi       | Davanter       | 10    | 0            | 0              | 6                 | 16    |
| Bojan Krkic        | Davanter       | 10    | 1            | 0              | 1                 | 12    |
| Ronaldinho         | Davanter       | 8     | 0            | 0              | 1                 | 9     |
| Xavi Hernández     | Centrecampista | 7     | 1            | 0              | 1                 | 9     |
| Giovani Dos Santos | Davanter       | 3     | 0            | 0              | 1                 | 4     |
| Andrés Iniesta     | Centrecampista | 3     | 0            | 0              | 1                 | 4     |
| Santiago Ezquerro  | Davanter       | 0     | 2            | 1              | 0                 | 3     |
| Eidur Gudjohnsen   | Davanter       | 2     | 1            | 0              | 3                 | 3     |
| Rafael Márquez     | Defensa        | 2     | 0            | 0              | 0                 | 2     |
| Yaya Touré         | Centrecampista | 1     | 0            | 0              | 1                 | 2     |
| Deco               | Centrecampista | 1     | 0            | 0              | 0                 | 1     |
| Gabriel Milito     | Defensa        | 1     | 0            | 0              | 0                 | 1     |
| Carles Puyol       | Defensa        | 0     | 0            | 0              | 1                 | 1     |
| Sylvinho           | Defensa        | 0     | 0            | 1              | 0                 | 1     |
| Víctor Vázquez     | Davanter       | 0     | 0            | 1              | 0                 | 1     |

## Resultats
| PARTITS 2007-2008 |
| --- |
| 26-07-2007 Amistós. DUNDEE UNffED-BARCELONA 0-1 28-07-2007 Amistós. HEARTS OF MIDLOTHIAN-BARCELONA 1-3 05-08-2007 Amistós. BEIJING GOUAN-BARCELONA 0-3 07-08-2007 Amistós. YOKOHAMA F. MARINOS-BARCELONA 0-1 11-08-2007 Amistós. MISSION HILLS INVITATION XI-BARCELONA 0-4 15-08-2007 Múnic Amistós (Copa Franz Beckenbauer). BAYERN MUNIC-BARCELONA 0-1 26-08-2007 Lliga (1). RACING-BARCELONA 0-0 29-08-2007 Gamper. BARCELONA-INTER MILÀ 5-0 02-09-2007 Lliga (2). BARCELONA-ATHLETIC CLUB 3-1 05-09-2007 Copa Catalunya (semifinal). GIRONA-BARCELONA 2-3 11-09-2007 Copa Catalunya (final). GIMNÀSTIC-BARCELONA 2-1 16-09-2007 Lliga (3). OSASUNA-BARCELONA 0-0 19-09-2007 Lliga de Campions (1). BARCELONA-OLYMPIQUE LIO 3-0 22-09-2007 Lliga (4). BARCELONA-SEVILLA 2-1 26-09-2007 Lliga (5). BARCELONA-SARAGOSSA 4-1 29-09-2007 Lliga (6). LLEVANT-BARCELONA 1-4 02-10-2007 Lliga de Campions (2). STUTTGART-BARCELONA 0-2 07-10-2007 Lliga (7). BARCELONA-ATLÈTIC MADRID 3-0 20-10-2007 Lliga (8). VILA-REIAL-BARCELONA 3-1 23-10-2007 Lliga de Campions (3). RANGERS-BARCELONA 0-0 28-10-2007 Lliga (9). BARCELONA-ALMERIA 2-0 01-11-2007 Lliga (10). VALLADOLID-BARCELONA 1-1 04-11-2007 Lliga (11). BARCELONA-BETIS 3-0 07-11-2007 Lliga de Campions (4). BARCELONA-RANGERS 2-0 10-11-2007 Lliga (12). GETAFE-BARCELONA 2-0 13-11-2007 Copa (1/16, anada). ALCOIÀ-BARCELONA 0-3 24-11-2007 Lliga (13). BARCELONA-RECREATIVO 3-0 27-11-2007 Lliga de Campions (5). OLYMPIQUE LIQ-BARCELONA 2-2 01-12-2007 Lliga (14). ESPANYOL-BARCELONA 1-1 09-12-2007 Lliga (15). BARCELONA-DEPORTIVO 2-1 12-12-2007 Lliga de Campions (6). BARCELONA-STUTTGART 3-1 15-12-2007 Lliga (16). VALÈNCIA-BARCELONA 0-3 23-12-2007 Lliga (17). BARCELONA-REIAL MADRID 0-1 02-01-2008 Copa (1/16. tornada). BARCELONA-ALCOIÀ 2-2 05-01-2008 Lliga (18). MALLORCA-BARCELONA 0-2 09-01-2008 Copa (1/8, anada). SEVILLA-BARCELONA 1-1 12-01-2008 Lliga (19). BARCELONA-REIAL MURCIA 4-0 15-01-2008 Copa (1/8, tornada). BARCELONA-SEVILLA 0-0 20-01-2008 Lliga (20). BARCELONA-RACING 1-0 24-01-2008 Copa (1/4, anada). VILA-REIAL-BARCELONA 0-0 27-01-2008 Lliga (21). ATHLÈTIC CLUB-BARCELONA 1-1 31-01-2008 Copa (1/4, tornada). BARCELONA-VILA-REIAL 1-0 03-02-2008 Lliga (22). BARCELONA-OSASUNA 1-0 09-02-2008 Lliga (23). SEVILLA-BARCELONA 1-1 16-02-2008 Lliga (24). SARAGOSSA-BARCELONA 1-2 20-02-2008 Lliga de Campions (1/8, anada). CELTIC-BARCELONA 2-3 24-02-2008 Lliga (25). BARCELONA-LLEVANT 5-1 27-02-2008 Copa (semifinal, anada). BARCELONA-VALÈNCIA 1-1 01-03-2008 Lliga (26). ATLÈTIC MADRID-BARCELONA 4-2 04-03-2008 Lliga de Campions (1/8. anada). BARCELONA-CELTIC 1-0 09-03-2008 Lliga (27). BARCELONA-VILA-REIAL 1-2 16-03-2008 Lliga (28). ALMERIA-BARCELONA 2-2 20-03-2008 Copa (semifinal, tornada). VALÈNCIA-BARCELONA 3-2 23-03-2008 Lliga (29). BARCELONA-VALLADOLID 4-1 29-03-2008 Lliga (30). BETIS-BARCELONA 3-2 01-04-2008 Lliga de Campions (1/4, anada). SCHALKE 04-BARCELONA 0-1 06-04-2008 Lliga (31). BARCELONA-GETAFE 0-0 09-04-2008 Lliga de Campions (1/4. tornada). BARCELONA-SCHALKE 04 1-0 12-04-2008 Lliga (32). RECREATIVO-BARCELONA 2-2 19-04-2008 Lliga (33). BARCELONA-ESPANYOL 0-0 23-04-2008 Lliga de Campions (semifinal, anada). BARCELONA-MANCHESTER UNITED 0-0 26-04-2008 Lliga (34). DEPORTIVO-BARCELONA 2-0 29-04-2008 Lliga de Campions (semifinal, tornada). MANCHESTER UNITED-BARCELONA 1-0 04-05-2008 Lliga (35). BARCELONA-VALÈNCIA 6-0 07-05-2008 Lliga (36). REIAL MADRID-BARCELONA 4-1 11-05-2008 Lliga (37). BARCELONA-MALLORCA 2-3 17-05-2008 Lliga (38). REIAL MÚRCIA-BARCELONA 3-5 |